# Виноградов, Валентин Васильевич (генерал-лейтенант)
Валентин Васильевич Виноградов (1906 — 1980) — начальник Особого отдела Тихоокеанского флота, отделов контрразведки «Смерш» по Балтийскому и Черноморскому флоту, генерал-лейтенант (1954).

## Биография
Окончил Военно-политическую академию им. В. И. Ленина (1938) и военно-морской факультет Высшей военной академии им. К. Е. Ворошилова (1952). Русский, из семьи крестьянина. До призыва в Красную армию трудился у отца и деда в деревне Горенки Сергиевского уезда Московской губернии, до октября 1928 года был секретарём Хотьковского волостного комитета ВЛКСМ. С октября 1928 курсант полковой школы 53-го стрелкового полка. Член ВКП(б) с 1929, с того же года командир отделения, секретарь бюро ВЛКСМ 10-го отдельного местного стрелкового батальона, политрук роты, полковой школы, 52-го стрелкового полка, инструктор политотдела 18-й стрелковой дивизии Московского военного округа. С 1934 военный комиссар подводной лодки Щ-307 Балтийского флота. С 1938, после учёбы в академии — старший инструктор, врид начальника отдела руководящих политических органов Политического управления ВМФ.
В марте 1939 с должности начальника отдела руководящих партийных органов Политуправления РККФ переведён на работу в НКВД и назначен начальником Особого отдела Тихоокеанского флота (позже — 3 отдела, отдела контрразведки «Смерш»). С мая 1943 до апреля 1945 начальник отдела контрразведки «Смерш» Краснознамённого Балтийского флота. С апреля 1945 до ноября 1946 начальник отдела контрразведки «Смерш» Черноморского флота. С 1947 на командных постах в ВМФ, начальник политотдела военно-морских учебных заведений, после учёбы в академии — с апреля 1952 по ноябрь 1956 — член Военного совета Северного флота. С 1956 в запасе.

### Звания
- Полковой комиссар;
- Майор ГБ (31 марта 1939);[2]
- Бригадный комиссар (12 марта 1941);
- Дивизионный комиссар (27 июля 1941);
- Старший майор ГБ (28 сентября 1942);
- Комиссар ГБ (14 февраля 1943);
- Генерал-майор береговой службы (24 июля 1943);
- Генерал-майор (5 марта 1952);
- Генерал-лейтенант (31 мая 1954).

### Награды
Орден Ленина,  три ордена Красного Знамени (29.01.1944; 24.05.1945; 1953), два ордена Красной Звезды (31.05.1943; 03.11.1944),  медали СССР («За отвагу», «За оборону Ленинграда», «За взятие Кёнигсберга»), знак Заслуженный работник НКВД (19.12.1942).